# Clásico Arequipeño
En el caso de la Ciudad Blanca, el Clásico Arequipeño ha sido utilizado de una forma desmedida, tanto que, hoy en día, dicho rótulo se aplica indistintamente a aquellos enfrentamientos entre equipos añejos, vale decir los cinco grandes de Arequipa: FBC Melgar, FBC Aurora, Sportivo Huracán, FBC Piérola y Association White Star. La primera vez que los cinco clubes coincidieron en una misma categoría se dio en 1928 con la incorporación del Huracán a la Liga Provincial de Arequipa luego de un año de haberse fundado, siendo el White Star y el Melgar los de mejor rendimiento. A finales de la década de los 80 y principios de los 90, se vivió todo un ambiente de Clásico cuando FBC Aurora y FBC Melgar jugaron los torneos regionales de esa época, de allí podría nacer esa corriente de que el Superclásico arequipeño actual sería precisamente entre atigrados y rojinegros, un encuentro que muchos esperan se vuelva a concretar en Primera División.

## Superclásico arequipeño
El Superclásico Mistiano es un encuentro de fútbol disputado por los dos clubes más importantes de la Ciudad Blanca: FBC Aurora y FBC Melgar en el Perú.  En la actualidad el clásico no se juega porque se encuentran en diferentes categorías, dado que el FBC Aurora bajó a la Copa Perú.
La rivalidad que sostuvieron atigrados y rojinegros, se fortaleció cuando ambos coincidieron en la máxima división, en el margen de los ochenta y noventa. Aquellos enfrentamientos, que se prolongaron por tres temporadas, casi siempre tuvieron como marco un Estadio Mariano Melgar abarrotado de público. Con aquel paso por Primera entre los años 1989, 1990 y 1991, no es exagerado decirlo, FBC Aurora puede jactarse de ser uno de los pocos equipos de la región que puso en serios aprietos al FBC Melgar.

### Historial
| Motivo | PJ | GA | E | GM | GolA | GolM |
| ------ | -- | -- | - | -- | ---- | ---- |
| 1989   | 8  | 3  | 3 | 2  | 6    | 3    |
| 1990   | 4  | 0  | 3 | 3  | 5    | 12   |
| 1991   | 4  | 0  | 0 | 4  | 2    | 8    |
| Total  | 16 | 3  | 6 | 9  | 13   | 23   |

|                       |
| PJ: Partidos Jugados  |
| GA: Ganó Aurora       |
| E: Empate             |
| GM: Ganó Melgar       |
| GolA: Goles de Aurora |
| GolM: Goles de Melgar |

### Enfrentamientos
| Temporada | Etapa                           | Partidos                  | Goleadores                                   |
| --------- | ------------------------------- | ------------------------- | -------------------------------------------- |
| 1989      | Regional I                      | FBC Aurora 2-0 FBC Melgar | G. Neyra, J. Tapia                           |
| 1989      | Regional I                      | FBC Melgar 2-0 FBC Aurora | W. Calmet, L. Stein                          |
| 1989      | Torneo Plácido Galindo 1.ª Fase | FBC Aurora 0-0 FBC Melgar | En Penales 5-4                               |
| 1989      | Torneo Plácido Galindo 1.ª Fase | FBC Melgar 0-0 FBC Aurora | En Penales 1-3                               |
| 1989      | Torneo Plácido Galindo 2.ª Fase | FBC Melgar 0-0 FBC Aurora | En Penales 3-5                               |
| 1989      | Torneo Plácido Galindo 2.ª Fase | FBC Aurora 0-1 FBC Melgar |                                              |
| 1989      | Regional II                     | FBC Aurora 1-0 FBC Melgar | Abarca                                       |
| 1989      | Regional II                     | FBC Melgar 0-3 FBC Aurora | C. Adriazola x 2, J. Tapia                   |
| 1990      | Regional I                      | FBC Melgar 3-0 FBC Aurora | C. Adriazola, G. Olmos, E. Parmeggiani       |
| 1990      | Regional I                      | FBC Aurora 1-3 FBC Melgar | Aguilar - N. Mordini x 2, J. Briceño         |
| 1990      | Regional II 1.ª Fase            | FBC Melgar 0-0 FBC Aurora |                                              |
| 1990      | Regional II 1.ª Fase            | FBC Aurora 2-2 FBC Melgar | J. Tapia x 2 - E. Parmeggiani, J. Salas (ag) |
| 1990      | Regional II 2.ª Fase            | FBC Aurora 1-1 FBC Melgar | L. Salas - P. Valdivia (Jugado en Cusco)     |
| 1990      | Regional II 2.ª Fase            | FBC Melgar 3-1 FBC Aurora | W. Calmet x 2, E. Vera - L. Salas            |
| 1991      | Regional I                      | FBC Melgar 1-0 FBC Aurora | L. Flores                                    |
| 1991      | Regional I                      | FBC Aurora 1-2 FBC Melgar | Basilico - I. Ceballos, W. Calmet            |
| 1991      | Regional II                     | FBC Aurora 1-2 FBC Melgar | G. Neyra - Eder Amorin, W. Calmet            |
| 1991      | Regional II                     | FBC Melgar 3-0 FBC Aurora | W. Ramírez, P. Quispe, R. Moreno             |

### Evolución del clásico
Para las siguientes estadísticas solo se tienen en cuenta los partidos oficiales en Primera División entre ambos equipos.
| Década    | Partidos Jugados | Victorias de FBC Melgar | Empates | Victorias de FBC Aurora | Diferencia en el historial |
| --------- | ---------------- | ----------------------- | ------- | ----------------------- | -------------------------- |
| 1900-1988 | 0                | 0                       | 0       | 0                       | 0 (0–0)                    |
| 1989      | 8                | 2                       | 3       | 3                       | +1 (2–3)                   |
| 1990      | 6                | 3                       | 3       | 0                       | +2 (5–3)                   |
| 1991      | 4                | 4                       | 0       | 0                       | +6 (9–3)                   |
| 1991-Act  | 0                | 0                       | 0       | 0                       | +6 (9–3)                   |

Datos Actualizado a 5 de diciembre de 2022.

## Otros Clásicos
Los periodistas mistianos antiguos recuerdan como partidos especiales las veces que se enfrentaban entre sí FBC Aurora, Sportivo Huracán, FBC Piérola, White Star y FBC Melgar (los 5 Grandes de Arequipa), el único que no ha logrado jugar en la era profesional es el White Star. 
- Piérola vs Aurora (Clásico de Antaño): Quizás el clásico más importante de la ciudad. La primera vez que se enfrentaron ambos clubes fue en 1926 siendo triunfo de 3 a 1 de los de la Casa Rosada sobre los atigrados como parte de la Copa Gibson de aquel año, meses después el Aurora se cobraría su revancha ganándole al Piérola por el mismo marcador. Este duelo tomaría mayor importancia a inicio de la década de los 30 y que perduraría hasta la década de los 40, ambos clubes se disputaron la mayoría de los campeonatos, siendo el FBC Aurora el máximo ganador en los años 30 relegando al Pierola a varios subcampeonatos. La primera final que disputaron ambos clubes fue en 1932 por el torneo Clausura, saliendo el Piérola sorpresivamente victorioso al derrotar a su adversario por 2 a 0. El FBC Piérola también fue el encargado de romper  en dos ocasiones la racha triunfal del Aurora, en 1935 y 1939 para luego adjudicarse el dominio del futbol mistiano a inicios de los años 40
- Melgar vs Huracán (Clásico Mistiano): Los rojinegros se impondrían el primer duelo con un triunfo de 2 a 1 en 1928. Este duelo tuvo relevancia a finales de los 60 e inicio de los 70 principalmente cuando luego de una formidable campaña en Copa Perú del Melgar en 1971 y del Huracán en 1973 ambos clubes coincidieron en el Descentralizado de 1973 disputándose por primera vez duelos entre equipos arequipeños en el campeonato nacional, por reglas absurdas de la época el duelo no volvería a repetirse el próximo año pues el Huracán tuvo que descender a pesar de quedar octavo de dieciocho equipos. El último encuentro oficial de ambos clubes se disputó en 2011 como parte del Torneo Intermedio siendo triunfo para los verdolagas por penales sobre los rojinegros.
- Aurora vs Huracán (Clásico Moderno): La primera vez que ambos clubes se enfrentaron fue en 1928 con un empate a 3 goles. En los últimos años ha generado mucho interés mediático debido a que ambos equipos son los habituales representantes arequipeños en fases superiores de la Copa Perú, incluso han llegado a enfrentarse generando diversos actos violentos.
- Huracán vs Piérola (Clásico Arequipeño): Ambos clubes se enfrentaron por primera vez en 1928 siendo triunfo para los verdolagas por 5 a 3.
- White Star vs Aurora Clásico del Río Chili: Puede ser considerado como el primer clásico de la ciudad y el más antiguo debido a que ambos clubes eran protagonistas de los torneos disputados en los primeros años de la Liga Provincial, en 1919 disputaron la final del Torneo Von der Heyde saliendo vencedor el Aurora, en 1921 volverían a enfrentarse en la final del Torneo Rada y Gamio volviendo a salir triunfante el conjunto atigrado, el White Star recién superaría en una final al Aurora en 1922.
- Piérola vs White Star Clásico del Sureste[2]
- Melgar vs Piérola (Clásico del Centro de Arequipa): Los dos equipos se enfrentaron por primera vez en 1926 con triunfo de Melgar. El Piérola durante las décadas del 30 y 40 del siglo pasado arrebataría el protagonismo que tenía el Melgar en el futbol arequipeño. Ambos clubes coincidirían en la primera división de Perú en el año de 1974 cuando el Piérola ascendió aquel año, el Melgar ganaría los dos encuentros de aquel torneo. El club ardilla solo estaría ese año en primera división al perder un partido de  revalidación frente al Juan Aurich.
- White Star vs Huracán Clásico del Oeste de Arequipa
- Melgar vs White Star (Clásico Characato):  Este duelo fue de mucha importancia en la década de los 20 pues ambos clubes eran protagonistas de finales, siendo el White Star el más ganador de aquella década. La primera vez que se enfrentaron fue en 1919 con triunfo de los tiznados por 2 a 1 sobre los rojinegros como parte del Torneo Von der Heyde organizado por la Liga. Ambos clubes disputaron cinco finales entre 1923 y 1929, siendo la primera de ellas y la última las únicas ganadas por el White Star. Dos de aquellas finales, la de Torneo del Sport de1925 y 1928 fueron tan reñidas que culminaron en conatos de bronca. La más recordada es la final de 1928 que se disputó luego de un empate en puntos en la tabla general del torneo de aquel año, no llegándose a culminar dado los actos indisciplinarios de los jugadores e hinchas tiznados contra los miembros del Melgar, lo que ocasionó la expulsión del White Star del torneo y la coronación automática de los rojinegros. Este duelo pasó a segundo plano debido a lairrupción de los formidables duelos entre Piérola y Aurora de la década de los 30 y 40  ocasionado por el bajo nivel que mostrarían ambos clubes en los años venideros, principalmente Melgar, que incluso llegaría a descender de categoría en 1938. La última vez que se jugó este clásico se dio en 1965 con triunfo rojinegro por 2 a 1.